# Рио-Саладо (приток Параны)
Ри́о-Сала́до (исп. Río Salado — «солёная река») — река в Южной Америке, правый приток реки Парана. Протекает по территории аргентинских провинций Сальта, Сантьяго-дель-Эстеро и Санта-Фе. Имеет длину 1300 км (по другим данным — более 1500 км, 2210 км), площадь водосборного бассейна — 124 200 км², 160 000 или 247 000 км². В верхнем течении сначала носит название Гуачинас, затем Пасахе и Хураменто.

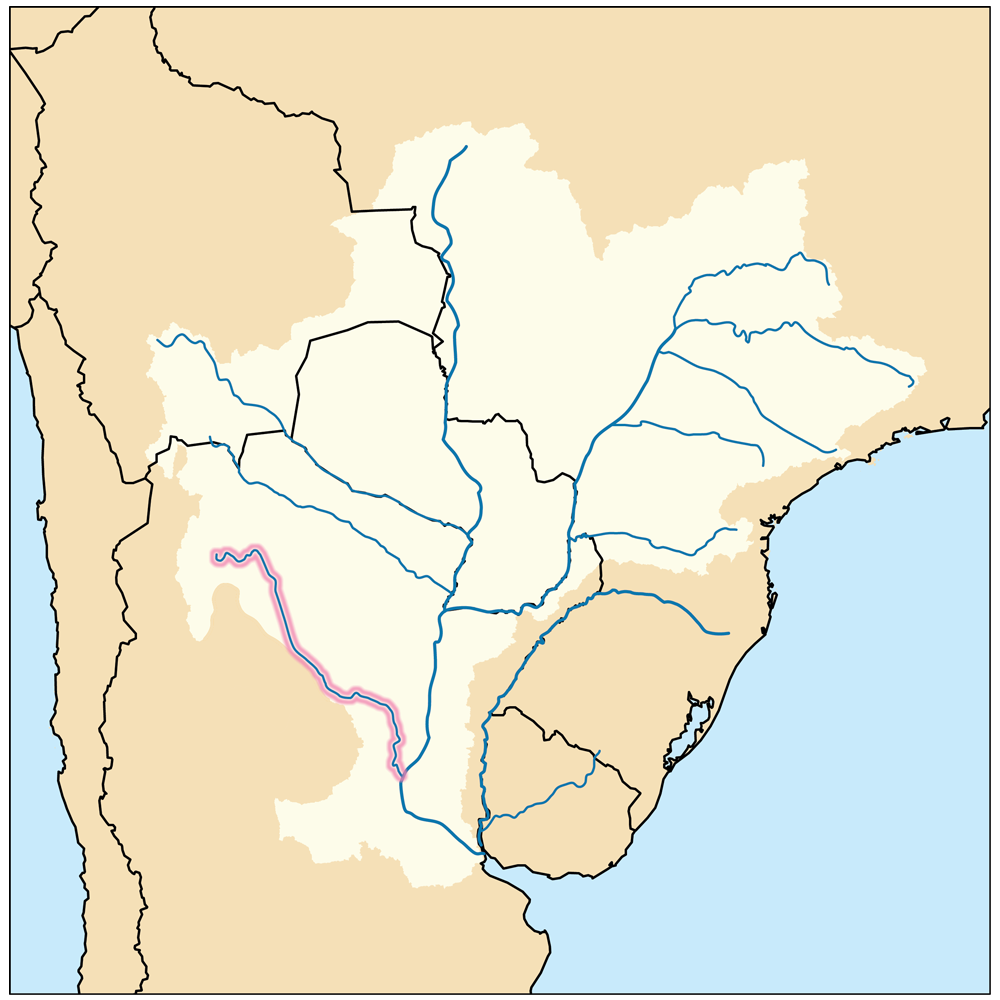
Рио-Саладо в бассейне Параны

Исток реки находится на восточном склоне Центральных Анд. В верховьях имеет горный характер, выйдя на равнины Гран-Чако разбивается на несколько рукавов, часто меняет русло. У города у Санта-Фе впадает в Парану.
Единственный крупный приток Рио-Саладо — река Орконес (Horcones). В среднем течении на реке стоит посёлок Тостадо.
Характер питания преимущественно дождевой, период высокой воды — с ноября по март — в это время река является судоходной. С мая по декабрь река сильно мелеет и местами даже пересыхает, образуя систему болот и засоленных озёр.
В источниках приводятся разные значения расхода воды: 40 м³/с в верховьях и 15 м³/с в низовьях, 20,8 м³/с у Эль-Ареналя, 15,73 у Сунчо-Корраля, 170 м³/с, 137 м³/с в устье.
В верховьях реки недалеко от города Сальта построено водохранилище Кабра-Корраль.
28 апреля 2003 года Рио-Саладо резко вышла из берегов, затопив одну треть города Санта-Фе за считанные часы. По мнению экспертов причиной стали необычно сильные осадки (300—400 мм за последнюю неделю месяца). Это первое крупное наводнение в Аргентине оставило более 40 тыс. человек без крова.